# Mimosa vestita
Mimosa vestita är en ärtväxtart som beskrevs av George Bentham. Mimosa vestita ingår i släktet mimosor, och familjen ärtväxter. Inga underarter finns listade i Catalogue of Life.